# 레미: 집 없는 아이
레미: 집 없는 아이(프랑스어: Rémi sans famille)는 2018년 제작한 프랑스의 영화이다. 엑토르 말로의 소설 집 없는 아이를 바탕으로 제작되었다.

## 캐스트

### 주연
- 다니엘 오떼유 - 비탈리스 역
- 말룸 파킨 - 레미 역

### 조연
- 루디빈 사니에 - 하퍼 부인 역
- 비에르지니 르도엔 - 아르페 부인 역
- 조나단 자카이 - 제롬 바르브랑 역
- 자크 페랭 - 레미 역 (노년)
- 사이먼 암스트롱 - 드리스콜 역
- 알반 마송 - 리즈 역
- 조이 보일 - 밀리건 부인 역
- 니콜라스 로우 - 제임스 밀리건 역
- 니콜라 듀펫 - 드리스콜 부인 역
- 폴뢰르 게프리에 - 데임 오베르주 역
- 하비에르 라피트 - 의사 역
- 카르멘 펄랜드 - 밀리건 역
- 세드릭 위버 - 여관 주인 역
- 자비어 말리 - 큐레 샤바뇽 역
- 장-이베스 르보앙 - 경찰서장 역

## 기타
- 수입 :  에스와이코마드

## 수상
- 2019년 제45회 시애틀국제영화제 후보 가족영화
- 2019년 제42회 밀 밸리 영화제 후보 가족영화
- 2019년 제33회 씨네키드 영화제 후보 비경쟁 부문
- 2020년 제33회 도쿄국제영화제 후보 특별 프로그램